# PD-137889
PD-137889（N-甲基六氢芴胺）是一種化學化合物，中枢神经系统NMDA受体拮抗剂，效力比氯胺酮強約30倍，動物研究中可替代五氯苯酚。Ki[3H]TCP = 27 nM，氯胺酮Ki  = 860 nM。 